# Hans-Karl von Willisen
Pour les articles homonymes, voir Von Willisen.
Le baron Hans-Karl Herman Edwin Heinrich von Willisen (1906-1966) est un pionnier allemand de la télémétrie et de l'écholocalisation radio. En montrant l'intérêt des échos d'ondes pulsées, il a contribué au développement du radar en Allemagne et plus tard, il se consacra au développement et à la production des radios et des équipements de radiodiffusion.

## Biographie

### Jeunesse
Hans-Karl von Willisen est né à Berlin-Charlottenburg durant la période de l'Empire allemand. Il était le fils de l'officier prussien et politicien Friedrich Wilhelm von Willisen (de). Son grand-père était le général prussien et gouverneur de Berlin Karl Georg Gustav von Willisen, ses arrière-grands-oncles étaient les barons Wilhelm et Friedrich Adolf von Willisen.
Willisen passa son enfance à Charlottenburg. À 12 ans, il fréquenta une école secondaire de Potsdam, où il rencontra son futur partenaire d'affaires Paul-Günther Erbslöh (1905-2002). Leur amitié était fondée sur un vif intérêt pour les questions techniques, en particulier dans le domaine de la transmission sans fil en télégraphie et la téléphonie. Négligeant leurs travaux scolaires, ils se sont consacrés à l'exploration de ces technologies. Grâce à leurs lectures et à des essais sur le terrain, ils développèrent une expertise impressionnante dans le domaine. Willisen et Erbslöh coopérèrent bientôt avec l'Institut Heinrich Hertz et conseillèrent la maison Vox-Haus de Berlin. Leurs idées contribuèrent à améliorer la qualité des transmissions.
Vers 1926, ils furent invités par Friedrich Trautwein à travailler comme ingénieurs en radioélectricité pour l'université des arts de Berlin, récemment installée et dirigée par Herbert Grenzebach. Ils y développent leurs propres méthodes pour l'enregistrement sonore qui se montrent supérieures à la première méthode utilisée par Deutsche Grammophon. En 1929, ils réalisent ainsi pour l'Allemand Ultraphon AG des enregistrements qui sont pour l'époque techniquement les meilleurs. Jusqu'à la faillite de la société au début de 1932, Hans-Karl y travaille comme ingénieur. Par la suite, il forme avec Erbslöh la compagnie Managing der Tonographie GmbH de Berlin-Wilmersdorf.

### Développement de la technologie radar
Toujours en 1932, les militaires prirent connaissance des travaux des deux développeurs, en particulier sur les écho-sondages sismiques. Le commandement de l'armée recommanda  Willisen et Erbslöh à l'Institut de recherche de la Marine à Kiel. En collaboration avec le physicien Rudolf Kühnhold, ils travaillèrent à de nouvelles idées pour localiser les navires en réfléchissant des ondes sonores et radio-électriques. En janvier 1934, Willisen et Erbslöh créent la Société pour les appareils électroacoustiques et mécaniques mbH, en allemand GEMA (Gesellschaft für Elektroakustische und Mechanische Apparate), en parallèle de leur société initiale à la suggestion de Kühnhold, pour développer ce secteur,.
La Marine obtint un financement pour le projet de telle sorte que Willisen put engager 50 autres ingénieurs pour améliorer et développer le système de positionnement. En septembre, Willisen et Erbslöh démontrèrent la faisabilité du principe de l'écholocation par des ondes radio pulsées, probablement l'un des premiers radars fonctionnels. En 1935, GEMA put présenter à la Marine allemande la première unité opérationnelle. Willisen qui voulait développer sa technique principalement pour l'aviation civile, la défense côtière et la navigation commerciale mais fut contacté par la Reichswehr pour un usage exclusivement militaire et top-secret,. Willisen travailla donc au développement du radar Freya pour la surveillance de l'espace aérien à la même époque que le physicien britannique Robert Watson-Watt développa les radars Chain Home pour le Royaume-Uni.
Willisen aida à développer d'autres types de radars comme le Mammut et le Wassermann. Avec le déclenchement de la Seconde Guerre mondiale, GEMA se tourna vers la production de guerre de radars avec ses 3000 employés aux sites de Berlin-Köpenick, Jüterbog, Luckenwalde, Woltersdorf et Wahlstatt. Dans les derniers mois de la guerre, la production fut rapatriée vers le Schleswig-Holstein. Durant leur avancée, les forces d'occupation britanniques firent exploser les installations les 16 et 17 mai 1945, au grand dam des services secrets britanniques qui auraient voulu les prendre intactes. Cependant, les plans et devis de leurs radars furent récupérés.

### Après la Seconde Guerre mondiale
Avec la fin du conflit, Willisen et ses spécialistes du radar devinrent chômeurs. En raison des exigences strictes des Alliés qui limitaient la production allemande à la réparation et la production de petits appareils électriques et de machinerie agricole, Willisen se pencha sur le développement et la construction de radios, de microphones, d'amplificateurs et d'installations électriques. En 1948, les employés de son entreprise atteignaient déjà le chiffre de 400. Cette même année, son entreprise fut renommée WILAG (Willisen-Apparatebau-Gesellschaft mbH) et fit compétition aux  grandes entreprises telles que Siemens, Telefunken et AEG en essayant de se trouver une niche particulière. En 1949, il dut cependant déclarer faillite.
Willisen déménagea ensuite à Wuppertal près de Westdeutscher Rundfunk. Encore une fois, il a réuni ses anciens employés et fondé sa quatrième société, Tonographie Apparatebau v. Willisen & Co. Wuppertal-Elberfeld (TAB). Il réussit le développement d'équipements radio et de studio vendus dans le monde entier. Willisen est mort peu de temps avant son 60e anniversaire et son entreprise mit fin à ses activités en 1990. Hans-Karl Willisen ne s'est jamais marié et n'a pas eu d'enfants.